# Maria Maykowska
Maria Maykowska (ur. 9 lipca 1892 w Warszawie, zm. 1 marca 1967 tamże) – uczona polska, specjalistka filologii klasycznej, docent Uniwersytetu Warszawskiego.

## Życiorys
Urodziła się w rodzinie Stanisława Maykowskiego h. Lubicz, inżyniera komunikacji, i Heleny z Cieszkowskich. Od dzieciństwa cierpiała na chorobę układu kostnego. Kształciła się w prywatnym Gimnazjum Antoniny Walickiej w Warszawie i Gimnazjum św. Anny w Krakowie (do 1913). W latach 1918–1921 studiowała filologię klasyczną na Uniwersytecie Jagiellońskim i UW, na którym w 1921 obroniła doktorat pod kierunkiem Adama Krokiewicza (na podstawie pracy Studia nad kompozycją tragedii greckiej). Uzupełniała studia w Berlinie i Wiedniu. Po powrocie z uzupełniających studiów podjęła pracę na UW (1923); prowadziła ćwiczenia i seminaria z hellenistyki (jako starszy asystent), uczyła również łaciny w gimnazjum im. Marii Konopnickiej w Warszawie.
Po wojnie została adiunktem w I Katedrze Filologii Klasycznej UW (1945), w 1955 – po przedstawieniu pracy O kompozycji „Praw” Platona – docentem. Po objęciu stanowiska docenta prowadziła dodatkowo na uniwersytecie wykłady z gramatyki historycznej i retoryki greckiej. W pracy naukowej zajmowała się retoryką grecką, historią literatury i filozofii greckiej, gramatyką historyczną języka greckiego. Praca Klasyczna teoria wymowy (1936) stanowiła pierwszą polską monografię rzymskiej i greckiej retoryki. Prowadziła badania nad składnią grecką. W analizie Praw Platona wykazała, że dzieło stanowiło przemyślaną całość, a nie jak wcześniej uważano zbiór luźnych ustępów. Przełożyła na język polski Listy Platona (1936) oraz Hymn do Dzeusa Kleantesa (1946). W 1945 została członkiem korespondentem Towarzystwa Naukowego Warszawskiego. W latach 50. i 60. brała udział w pracach Komisji ds. Programów i Podręczników dla Szkół Średnich. 19 stycznia 1955 została odznaczona Medalem 10-lecia Polski Ludowej. W 1962 przeszła na emeryturę.
Zmarła w Warszawie, pochowana na cmentarzu Czerniakowskim (sektor 4-A-8).

## Wybrane prace
- Literatura starożytna Grecji epoki powszechnej (1931, wraz z Tadeuszem Zielińskim)
- Demostenes i Cicero (1948)
- Quaestiones Platonicae selectae (1949)
- Hyperejdes (1951)
- Motyw moralności mówcy w praktyce i teorii retorycznej (1963)